# Ptilogon à longue queue
Ptiliogonys caudatus
Espèce
Statut de conservation UICN

 LC  : Préoccupation mineure
Le Ptilogon à longue queue (Ptiliogonys caudatus) est une espèce de passereaux appartenant à la famille des Ptiliogonatidae. C'est une espèce monotypique. Il est parfois appelé Récollet à longue queue.
Cet oiseau fréquente la cordillère de Talamanca.